# Gaz réel
En physique, un gaz réel est un gaz présent dans la nature ou synthétisé, par opposition à un gaz parfait, idéal et théorique. Contrairement à celles d'un gaz parfait, les molécules d'un gaz réel ont un volume non nul et interagissent par les forces de van der Waals. Aux basses pressions ou aux hautes températures, le comportement des gaz réels tend vers celui des gaz parfaits.
Pour décrire correctement le comportement d'un gaz réel, des termes correctifs sont introduits dans le modèle du gaz parfait afin de tenir compte des interactions entre molécules et de leur volume. Les écarts de propriétés entre un gaz réel et un gaz parfait sont appelés grandeurs résiduelles. Elles dépendent fortement de la nature du gaz.

## Définition et modélisation

### Différences entre gaz réel et gaz parfait
Un gaz parfait est un gaz dont les molécules sont ponctuelles (sans volume) et n'interagissent entre elles que par des chocs élastiques selon la théorie cinétique des gaz. Pour simplifier, les molécules d'un gaz parfait se comportent comme des boules de billard infiniment petites,. Un gaz réel diffère du gaz parfait en ce que ses molécules ont un volume et interagissent par des forces électromagnétiques appelées forces de van der Waals,,.
Le volume total des molécules constitue un volume d'exclusion qu'une molécule donnée ne peut pénétrer. Ainsi, dans un récipient, le volume accessible à une molécule est égal au volume du récipient diminué d'un volume, appelé covolume, proportionnel au volume total des molécules. D'autre part, les forces intermoléculaires ont pour effet de dévier la trajectoire d'une molécule approchant une autre molécule. Les chocs entre molécules ne sont donc pas élastiques. En conséquence, la pression dévie du modèle parfait selon que les molécules s'attirent ou se repoussent entre elles,.
Tous les gaz présents dans la nature ou synthétisés sont des gaz réels. Le gaz parfait n'est qu'un modèle théorique. Cependant, un gaz réel se comporte comme un gaz parfait lorsque ses molécules sont suffisamment éloignées les unes des autres pour que leur volume soit négligeable, c'est-à-dire aux basses pressions. Ce comportement est également observé aux hautes températures, lorsque les interactions cinétiques entre molécules l'emportent sur les autres interactions,.

### Équation d'état
On considère un corps pur dans son état gazeux à l'équilibre thermodynamique. Pour modéliser le comportement de cette phase gazeuse, on dispose de plusieurs modèles :
- le modèle du gaz parfait, valable pour les basses pressions et pour tous les gaz ;
- le modèle du gaz réel, qui y apporte des termes correctifs, pour les pressions plus élevées.

Le comportement du gaz est décrit par une équation d'état qui relie entre eux tous les paramètres du gaz. Ces paramètres sont généralement :
- {\displaystyle n} la quantité de matière, en moles (mol) ;
- {\displaystyle P} la pression du gaz, en pascals (Pa) ;
- {\displaystyle T} la température absolue du gaz, en kelvins (K) ;
- {\displaystyle V} le volume occupé par le gaz, en mètres cubes (m3).

Les équations d'état sont le plus souvent explicites en pression ou en volume :
- la pression est une fonction des autres paramètres, soit {\displaystyle P=P\!\left(V,T,n\right)} ;
- le volume est une fonction des autres paramètres, soit {\displaystyle V=V\!\left(P,T,n\right)}.

Les équations d'état les plus fréquentes (notamment les équations d'état cubiques) introduisent dans l'équation des gaz parfaits des termes correctifs. Ces paramètres sont généralement {\displaystyle a}, paramètre de cohésion permettant de tenir compte des interactions entre molécules (forces de van der Waals), et {\displaystyle b}, appelé covolume, permettant de tenir compte du volume des molécules. Le comportement d'un gaz réel tendant vers celui des gaz parfaits aux basses pressions, les termes correctifs doivent permettre de retrouver ce comportement. Pour l'équation d'état de van der Waals, par exemple :
{\displaystyle \left(P+{\frac {an^{2}}{V^{2}}}\right)(V-nb)=nRT}
À température {\displaystyle T} et quantité de matière {\displaystyle n} constantes, la pression {\displaystyle P} diminue lorsque le volume {\displaystyle V} augmente. Ainsi, lorsque {\displaystyle V} est très grand :
{\displaystyle P\gg {\frac {an^{2}}{V^{2}}}}
{\displaystyle V\gg nb}
On retrouve la loi des gaz parfaits :
{\displaystyle PV\approx nRT}

### Autres propriétés
Une propriété extensive {\displaystyle X} d'un gaz réel est généralement calculée en ajoutant à la même propriété {\displaystyle X^{\bullet }} d'un gaz parfait une grandeur {\displaystyle X^{\text{RES}}} appelée « grandeur résiduelle » :
Les grandeurs {\displaystyle X}, {\displaystyle X^{\bullet }} et {\displaystyle X^{\text{RES}}} sont déterminées aux mêmes pression, température et composition.
Les propriétés {\displaystyle X^{\bullet }} d'un gaz parfait à l'état de corps pur sont généralement tabulées pour un grand nombre d'espèces chimiques. Les propriétés d'un mélange de gaz parfaits sont calculées à partir des propriétés des gaz parfaits purs selon des règles de mélange universelles.
Les grandeurs résiduelles {\displaystyle X^{\text{RES}}} ont toutes une expression théorique générale, mais en pratique leur calcul nécessite une équation d'état. L'enthalpie libre résiduelle {\displaystyle G^{\text{RES}}}, par exemple, peut être calculée de façon générale selon :
{\displaystyle {G^{\text{RES}} \over nRT}=-\int _{+\infty }^{V}\left[Z-1\right]\,{\mathrm {d} V \over V}+Z-1-\ln Z}
avec {\displaystyle Z={PV \over nRT}} le facteur de compressibilité. L'expression pratique de {\displaystyle G^{\text{RES}}} dépend de la fonction {\displaystyle P=P\!\left(V,T,n\right)} employée dans cette intégration.
Le comportement d'un gaz réel tendant vers celui d'un gaz parfait aux basses pressions, les grandeurs résiduelles doivent représenter ce comportement :
{\displaystyle \lim _{P\to 0}X=X^{\bullet }}
{\displaystyle \lim _{P\to 0}X^{\text{RES}}=0}
Aux basses pressions, le facteur de compressibilité {\displaystyle Z} de tout gaz réel tend vers 1, le facteur de compressibilité de tout gaz parfait. On vérifie que {\displaystyle G^{\text{RES}}} tend vers 0.

## Équation d'état d'un gaz réel
Cette section présente quelques équations d'état qui ont fait date dans l'histoire de la compréhension et de la modélisation des gaz. Ces équations n'ont cependant qu'un intérêt pédagogique et ne sont encore étudiées que pour leur facilité d'emploi. D'autres équations plus complexes sont aujourd'hui développées et employées, telles les équations d'état cubiques de Soave-Redlich-Kwong et Peng-Robinson. Les notations utilisées sont détaillées dans la section Notations en fin d'article.

### Équation des gaz parfait
L'équation d'état d'un gaz parfait s'écrit, :
Cette équation est le premier modèle rendant compte du comportement des gaz. Elle résulte de la combinaison par Émile Clapeyron, au début du XIXe siècle, de diverses équations établies expérimentalement durant les siècles précédents.
Selon ce modèle, le facteur de compressibilité {\displaystyle Z} est une constante universelle, ce qui n'est pas réaliste. Cependant, le comportement de tout gaz réel tend vers ce comportement aux basses pressions et aux hautes températures ; aux fortes pressions il s'en écarte notablement. De plus, ce modèle ne permet pas de déterminer la pression de vapeur saturante {\displaystyle P=P^{\text{sat}}(T)} à laquelle le gaz subit la transition de phase gaz-liquide (liquéfaction). Le domaine d'application de cette équation est donc limité.

### Équation de Clausius
L'équation de Clausius s'écrit :
Un gaz de Clausius rend compte du fait qu'à température fixée un gaz n'est pas indéfiniment compressible. En d'autres termes, si la pression {\displaystyle P} tend vers l'infini, le volume molaire {\displaystyle V/n} tend vers le paramètre {\displaystyle b}, appelé covolume, qui comprend le volume propre des atomes ou molécules.

### Équation de Dieterici
L'équation d'état de Dieterici (1899) s'écrit :
L'équation de Dieterici donne un facteur de compressibilité critique {\displaystyle Z_{\text{c}}} universel d'environ 0,271, tandis que l'équation d'état de van der Waals donne une valeur de 0,375. La valeur de Dieterici est meilleure que celle de van der Waals, ce facteur ayant une valeur expérimentale comprise entre 0,2 et 0,3 pour la plupart des gaz.
Cependant, contrairement à l'équation de van der Waals, l'équation de Dieterici est incapable de représenter les pressions négatives qui apparaissent dans les phases liquides sous tension aux basses températures.

### Équation de van der Waals
Le physicien van der Waals a établi en 1873 une « assez bonne » représentation du comportement des gaz par l'équation d'état suivante, qui porte aujourd'hui son nom, :
Le terme {\displaystyle {nRT \over V}} est la pression cinétique due à la vitesse des molécules dans le mélange. Van der Waals l'a augmentée d'un terme {\displaystyle {\frac {an^{2}}{V^{2}}}} qui représentait dans sa thèse les forces d'attraction entre molécules : on appelle dorénavant ces forces les forces de van der Waals.
L'équation de van der Waals s'écrit ainsi sous la forme d'un polynôme de degré trois en {\displaystyle Z}. La grande puissance de cette équation est qu'avec la règle du palier de Maxwell elle permet une description thermodynamique de l'état gazeux et de l'état liquide à l'aide d'une unique équation. Elle représentait pour l'époque une avancée spectaculaire.
Bien qu'elle soit toujours enseignée pour sa simplicité d'utilisation, cette équation d'état a montré ses limites. Elle est la première d'une famille d'équations d'état dites équations d'état cubiques, parmi lesquelles celles de Soave-Redlich-Kwong et de Peng-Robinson sont aujourd'hui largement utilisées.

### Mélange de gaz réels
Un mélange de {\displaystyle N} gaz réels ({\displaystyle N} espèces chimiques différentes) est un cas très complexe car son équation d'état ne peut être déduite de celles de ses composants purs. Il faudrait en toute rigueur établir une équation d'état propre au mélange à partir de données expérimentales dans lesquelles notamment la composition varierait. Ce problème a des applications directes : il se pose dans tous les méthaniers car du propane et du butane sont toujours mélangés au méthane.
Vers les basses pressions et les hautes températures un mélange se comporte souvent comme un mélange de gaz parfaits, dont le comportement est décrit simplement. Dans le cas de l'équation d'état de van der Waals, si l'on considère un mélange de {\displaystyle N} gaz, les paramètres {\displaystyle a} et {\displaystyle b} sont calculés classiquement selon les règles de mélange suivantes, applicables à toutes les équations d'état cubiques :
{\displaystyle a=\sum _{i=1}^{N}\sum _{j=1}^{N}a_{i,j}x_{i}x_{j}}
{\displaystyle b=\sum _{i=1}^{N}b_{i}x_{i}}
avec :
- {\displaystyle x_{i}} la fraction molaire du gaz {\displaystyle i}, {\displaystyle x_{i}={n_{i} \over n}} ;
- {\displaystyle a_{i,j}={\sqrt {a_{i}a_{j}}}\left(1-k_{i,j}\right)} avec :
  - {\displaystyle a_{i}} le paramètre {\displaystyle a} de l'équation de van der Waals pour le gaz {\displaystyle i} pur ;
  - {\displaystyle k_{i,j}} un paramètre d'interaction entre le gaz {\displaystyle i} et le gaz {\displaystyle j}, déterminé expérimentalement, avec {\displaystyle k_{i,j}=k_{j,i}} et {\displaystyle k_{i,i}=0} ;
- {\displaystyle b_{i}} le paramètre {\displaystyle b} de l'équation de van der Waals pour le gaz {\displaystyle i} pur ;
- {\displaystyle n} la quantité de matière totale, {\displaystyle n=\sum _{i=1}^{N}n_{i}}.

## Notations
- {\displaystyle a} le terme de cohésion ;
- {\displaystyle A={aP \over R^{2}T^{2}}} le terme de cohésion normé ;
- {\displaystyle b} le covolume ;
- {\displaystyle B={bP \over RT}} le covolume normé ;
- {\displaystyle n} la quantité (ou nombre de moles) de gaz ;
- {\displaystyle n_{i}} la quantité du gaz {\displaystyle i} ;
- {\displaystyle N} le nombre d'espèces chimiques différentes dans un mélange ;
- {\displaystyle P} la pression du gaz ;
- {\displaystyle R} la constante universelle des gaz parfaits ;
- {\displaystyle T} la température absolue ;
- {\displaystyle V} le volume ;
- {\displaystyle Z={PV \over nRT}} le facteur de compressibilité.